# غاز مصاحب للنفط

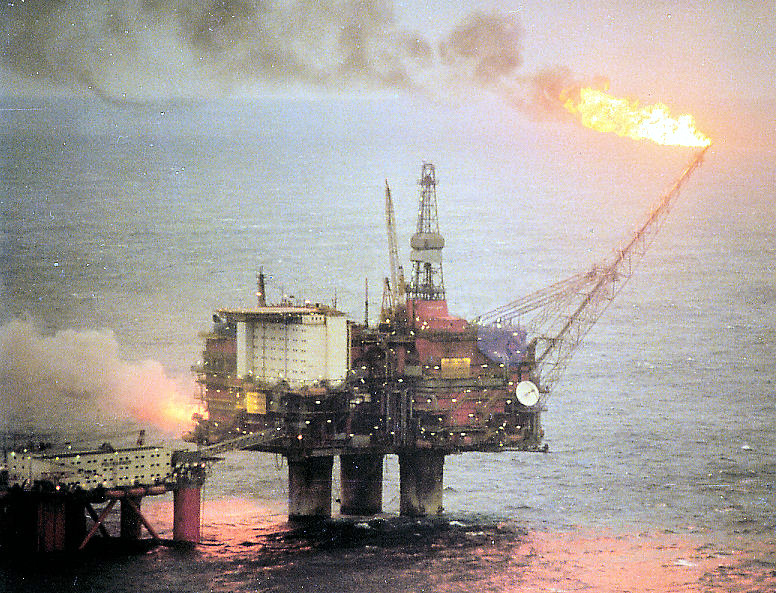

الغاز المصاحب للنفط أو الغاز المصاحب (بالإنجليزية: يرمز له بـ "APG")‏ هو شكل من أشكال الغاز الطبيعي ويوجد مع مستودعات النفط ويكون إما مذوب في النفط أو كقبة غازية فوق النفط في المستودع. تاريخيا كان هذا الغاز الذي يصاحب النفط الخام يُخرج مع نفايات الإنتاج في صناعة استخراج النفط. وبحكم أن كثيرًا من الحقول نائية في البراري والبِحار هذا الغاز المصاحب كان يحرق للتخلص منه ويسمى هذا الغاز الذي يحرق  غاز للإشعال.
نستطيع الاستفادة من الغاز بعدة طرق بعد معالجته، بأن يباع، أو يستخدم لتوليد الكهرباء في الموقع بستخدام المولدات الكهربائية أومحرك تربيني. وأيضاً نستطيع نحقن الغاز في المستودع للتعزيز أو تحسين استخراج النفط أو أن يستخدم كمادة خام في المصانع البتروكيميائية.
روسيا تتصدر قائمة أكثر دولة تُشعل الغاز المرافق وتحرق 30% من جميع الغازات المرافقة المُشعلة في العالم.
إشعال الغازات المصاحبة مثير للجدل لأنه ملوث للجو ويفاقم الاحتباس الحراري ويعد إهدار لمصدر طاقة قيمة. يُشعل الغاز المصاحب في كثير من الدول التي تعاني من نقص في الطاقة. في المملكة المتحدة، لايمكن إشعال الغاز قبل استإذان الحكومة وتلقي الموافقة لتجنب التمذير وتخسير وللحماية البيئة.
البنك الدولي يخمن أن هناك 150 بليون متر مكعب من الغاز الطبيعي يشعل أويطلق في الجو سنويًا. ويثمن هذا الغاز ب30.6 بليون دولار أمريكي ويعادل 25% من الإستهلاك السنوي الأمريكي للغاز أو 30% من الإستهلاك السنوي للإتحاد الأوروبي للغاز. ونستطيع تمييع هذا الغاز وتحويله إلى سوائل نفطية أكثر فائدة عن طريق التميع الغاز.

## مكونات الغاز المصاحب للنفط
| مكوّن               | الصيغة الكيميائية | النسبة الحجمية(%) | وزن الجزء(%) |
| ------------------ | ----------------- | ----------------- | ------------ |
| ميثان              | CH4               | 81                | 60           |
| إيثان              | C2H6              | 5.5               | 7.7          |
| بروبان             | C3H8              | 6.6               | 13.5         |
| بيوتان             | C4H10             | 4                 | 10.8         |
| بينتان             | C5H12             | 1.4               | 4.8          |
| نيتروجين           | N2                | 1                 | 1.3          |
| ثاني أكسيد الكربون | CO2               | 0.7               | 0.33         |